# Eoniphargus glandulatus
Eoniphargus glandulatus is een vlokreeftensoort uit de familie van de Mesogammaridae. De wetenschappelijke naam van de soort is voor het eerst geldig gepubliceerd in 1990 door Stock & Jo.